# Hvedebrød
Hvedebrød er brød bagt af hvedemel, hovedsageligt med gær som hævemiddel, sjældnere surdej.
Det anvendte mel skal være mindst 90% hvedemel. Dette indeholder gluten. Op til 10% af andre kornprodukter kan tilsættes. Brød indeholder mindre end 10 vægtdele fedt og/eller sukker til 90 vægtdele korn og/eller kornprodukter. Franskbrød og rundstykker er fremstående eksempler på hvedebrød.

## Hvedebrødets historie
Hvede har altid været bagt til hvidt brød, som blev anset for mere værdifuldt, jo lettere det var. I det egyptiske mellemste rige (1985-1640 f.Kr.) modtog embedsmænd to hvide brød om dagen som en del af deres løn, mens det gamle Rom havde sit eget lav af hvedebrødsbagere. I det tysktalende område i det 17. århundrede blev hvide brødbagere (hvedebrødsbagere) stadig skelnet fra sorte brødbagere (rugbrødsbagere). For at få det ønskede lyse mel blev det fint siet med klid eller fyldt i stofsække. Det resterende klid tjente efter at være blevet kogt som svinefoder. For at undgå svindel var det fra omkring 1500 i Frankrig forbudt at male klid en anden gang – ellers kunne det ubemærket være blevet blandet med finere mel.
Siden 1920'erne har ideen spredt sig om, at hvidt brød er usundt, og at fuldkornshvedebrød, som indtil da har været undgået undtagen i nødens stunder eller som brød på kommission, er en mere værdifuld fødevare. Ud fra et ernæringsfysiologisk synspunkt anbefales det også, at fuldkornsprodukter skal have en tilstrækkelig andel i kosten.

## Smagsgivende bestanddele
Duftbestanddelen af skorpen af friskbagt hvedebrød er 2-acetyl-1-pyrrolin, en naturlig forbindelse, der også findes i bladene af spinat-, sojabønne- og agurkeplanter.